# HD 108970
HD 108970，又名CP-72 1261，SAO 256954、HR 4769，是一颗恒星，视星等为5.88，位于銀經301.5，銀緯-10.18，其B1900.0坐标为赤經12h 26m 7.2s，赤緯-72° -10.18′ 54″。